# Liste der Orte im Landkreis Ravensburg/Alphabetische Liste/H–Q
Diese Teilliste der Liste der Orte im Landkreis Ravensburg listet die geographisch getrennten Orte im Landkreis Ravensburg in alphabetischer Reihenfolge.

## Alphabetische Liste
In Fettschrift erscheinen die Orte, die namengebend für die Gemeinde sind, in Kursivschrift Einzelhäuser, Häusergruppen, Burgen, Schlösser und Höfe. Zusätzliche bestehende kleine Orte nach der Quelle www.leo-bw.de werden dort in aller Regel nicht wie in der Listengrundlage nach Weiler/Siedlung/Wohnplatz usw. differenziert, sondern einheitlich als Wohnplatz klassifiziert, dieser Ortsteiltyp wird hier entsprechend kursiviert übernommen.
| - Haag zu Wangen im Allgäu - Haasen zu Bad Wurzach - Häberlings zu Aichstetten - Hackbrettler zu Amtzell - Hafners zu Kißlegg - Hag zu Vogt - Hag zu Wangen im Allgäu - Häge zu Fronreute - Hägelesweiler zu Argenbühl - Hagenbach zu Ravensburg - Hagenjörges zu Bad Wurzach - Hagenmoos zu Boms - Hagmühle zu Wangen im Allgäu - Hagmühle zu Wangen im Allgäu - Hagmühle zu Amtzell - Hagwies zu Kißlegg - Hahnenberg zu Berg - Hahnensteig zu Kißlegg - Hähnlehof zu Weingarten - Haid zu Bad Wurzach - Haid zu Leutkirch im Allgäu - Haider Einöden zu Leutkirch im Allgäu - Haidgau zu Bad Wurzach - Haidgerhaus zu Bad Waldsee - Haisterkirch zu Bad Waldsee - Haizen zu Argenbühl - Halbrechts zu Wangen im Allgäu - Halden zu Argenbühl, Teilort Christazhofen - Halden zu Argenbühl, Teilort Eglofs - Halden zu Argenbühl, Teilort Eisenharz - Halden zu Bodnegg - Halden zu Isny im Allgäu, Teilort Beuren - Halden zu Isny im Allgäu, Teilort Neutrauchburg - Halden zu Kißlegg - Halden zu Leutkirch im Allgäu - Halden zu Vogt - Halden zu Wangen im Allgäu, Teilort Deuchelried - Halden zu Wangen im Allgäu, Teilort Leupolz - Halden zu Amtzell - Haldenberg zu Wangen im Allgäu - Haldenhaus zu Leutkirch im Allgäu - Haldenhof zu Bad Waldsee - Haldenhof zu Isny im Allgäu - Haldenhof zu Leutkirch im Allgäu - Haldensäge zu Bad Waldsee - Halder zu Isny im Allgäu - Halderhof zu Aulendorf - Halders zu Wangen im Allgäu - Haller zu Wolpertswende - Hammerschmiede zu Leutkirch im Allgäu - Hangen zu Eichstegen - Hankel zu Vogt - Hankelmann zu Amtzell - Hänkels zu Aichstetten - Hannober zu Waldburg - Hanser zu Amtzell - Hänslis zu Bad Wurzach - Happenweiler zu Horgenzell - Hardsteig zu Aichstetten - Hargarten zu Bodnegg - Harma zu Bad Wurzach - Hartmann zu Berg - Hartmannsberg zu Wangen im Allgäu - Hartobel zu Horgenzell - Harzers zu Bad Wurzach - Haselburg zu Leutkirch im Allgäu - Haselhaus zu Baienfurt - Haselmühle zu Amtzell - Hasenberg zu Leutkirch im Allgäu - Hasenfeld zu Kißlegg - Hasenhaus zu Wilhelmsdorf - Hasenhorner zu Bad Wurzach - Hasenweiler zu Horgenzell - Hasenwinkel zu Ravensburg - Haslach zu Guggenhausen - Haslach zu Argenbühl - Haslach zu Aulendorf - Haslach zu Isny im Allgäu - Haslach zu Kißlegg - Haslach zu Wangen im Allgäu - Haslachmühle zu Wangen im Allgäu - Haslachmühle zu Horgenzell - Haslanden zu Bad Waldsee - Haslerhöfe zu Leutkirch im Allgäu - Hatzenturm zu Wolpertswende - Hatzenweiler zu Wangen im Allgäu - Haubach zu Isny im Allgäu - Hauerz zu Bad Wurzach - Häusern zu Kißlegg - Häusing zu Amtzell - Hechelhäusle zu Amtzell - Hechlenbach zu Kißlegg - Hecht zu Bodnegg - Hecker zu Waldburg - Hedrazhofen zu Isny im Allgäu - Hegers zu Bad Wurzach - Heggelbach zu Leutkirch im Allgäu - Heiligkreuzberg zu Bad Wurzach - Heimbrand zu Ravensburg - Heißen zu Vogt - Hellers zu Bad Wurzach - Hemmerle zu Bad Wurzach - Hemmern zu Bodnegg - Hengele zu Argenbühl - Hengelesmühle zu Isny im Allgäu - Herben zu Bodnegg - Herbrazhofen zu Leutkirch im Allgäu - Herdtle zu Aulendorf - Herfatz zu Wangen im Allgäu, Teilort Leupolz - Herfatz zu Wangen im Allgäu, Teilort Wangen - Herlazhofen zu Leutkirch im Allgäu - Herrenberg zu Isny im Allgäu - Herrenbühl zu Bad Wurzach - Herrgotts zu Bad Wurzach - Herrgottsfeld zu Ravensburg - Herrot zu Kißlegg - Herzmanns zu Wangen im Allgäu - Heselboschen zu Amtzell - Hesler zu Isny im Allgäu - Heuberg zu Argenbühl - Heurenbach zu Bad Waldsee - Heustöckle zu Bad Waldsee - Hifringen zu Bad Waldsee - Hilpertshofen zu Kißlegg - Hiltensweiler zu Wangen im Allgäu - Himbach zu Bad Wurzach - Hinterberg zu Argenbühl, Teilort Christazhofen - Hinterberg zu Argenbühl, Teilort Eglofs - Hinterberg zu Leutkirch im Allgäu, Teilort Gebrazhofen - Hinterberg zu Leutkirch im Allgäu, Teilort Herlazhofen - Hinterberg zu Leutkirch im Allgäu, Teilort Reichenhofen - Hinterberg zu Wangen im Allgäu - Hinterberg zu Amtzell - Hinterer Spitalhof zu Leutkirch im Allgäu - Hintergreut zu Argenbühl - Hinterholz zu Amtzell - Hinterhölzern zu Bodnegg - Hinterhub zu Kißlegg - Hinterköhr (Unterköhr) zu Kißlegg - Hintermoos zu Schlier - Hintermoos zu Kißlegg - Hinterochsen zu Weingarten - Hinterreute zu Bodnegg - Hintersolbach zu Grünkraut - Hinterstriemen zu Leutkirch im Allgäu - Hinterweiherhaus zu Aulendorf - Hinterweißenried zu Ravensburg - Hinterwiddum zu Waldburg - Hinzistobel zu Ravensburg - Hinznang zu Leutkirch im Allgäu - Hirschegg zu Eichstegen - Hirscher zu Bodnegg - Hittelkofen zu Bad Waldsee - Hitzenlinde zu Leutkirch im Allgäu, Teilort Winterstetten - Hitzenlinde zu Leutkirch im Allgäu, Teilort Friesenhofen - Hochberg zu Argenbühl - Hochberg zu Ravensburg - Hochberg zu Wangen im Allgäu - Hochbühl zu Wangen im Allgäu - Hochburg zu Wangen im Allgäu - Hochburg zu Amtzell - Hochholz zu Bodnegg - Hochrain zu Amtzell - Hochstatt zu Wangen im Allgäu - Hochstätt zu Bodnegg - Hochstätt zu Ravensburg - Hochstett zu Berg - Hochstetten zu Argenbühl - Hochweiher zu Ravensburg - Hof zu Baienfurt - Hof Schomburg zu Wangen im Allgäu - Hofbrand zu Argenbühl - Höfen zu Vogt - Höfen zu Wangen im Allgäu - Höfers zu Argenbühl - Hofs zu Argenbühl - Hofs zu Leutkirch im Allgäu - Hofstatt zu Wolfegg - Hofstatt zu Wangen im Allgäu - Höhe zu Bodnegg - Hohe Linde zu Isny im Allgäu - Hoher zu Amtzell - Höhmühle zu Kißlegg - Höhreute zu Wilhelmsdorf - Holdenreute zu Kißlegg - Höll zu Leutkirch im Allgäu, Teilort Hofs - Höll zu Leutkirch im Allgäu, Teilort Wuchzenhofen - Höll zu Ravensburg - Höll (Höld) zu Ravensburg - Höllenbach zu Kißlegg - Hollenmoos zu Isny im Allgäu - Höllholz zu Ravensburg - Holzhäusle zu Wangen im Allgäu - Holzmaier zu Wangen im Allgäu - Holzmühle zu Kißlegg - Holzmühle zu Vogt - Hopfenweiler zu Bad Waldsee - Horb zu Berg - Horgenzell - Horner zu Bad Wurzach - Horrach zu Berg - Hösis zu Argenbühl - Hössel zu Amtzell - Hoßkirch - Hotterloch zu Grünkraut - Hotterloch zu Ravensburg - Hub zu Bodnegg - Hub zu Kißlegg - Hub zu Ravensburg - Hub zu Wangen im Allgäu - Hübschenberg zu Fronreute - Hübschenberg zu Grünkraut - Hübschenberg zu Amtzell - Hübscher zu Ravensburg - Hueb zu Aulendorf - Hugelitz zu Wangen im Allgäu - Hühlen zu Altshausen - Humbrechts zu Wangen im Allgäu - Hummel zu Isny im Allgäu - Hummelberg zu Argenbühl - Hunau zu Kißlegg - Hundhöfe zu Leutkirch im Allgäu - Hundriß zu Wangen im Allgäu - Hundsrücken zu Boms - Hünlishofen zu Leutkirch im Allgäu - Huppeler zu Argenbühl - Hürloch zu Bad Wurzach - Hütten zu Bodnegg - Hütten zu Ravensburg - Hütten zu Amtzell - Hüttenberg zu Ravensburg - Hüttenreute zu Hoßkirch - Hüttenweiler zu Wangen im Allgäu - Hutters zu Bad Wurzach - Huttershöfle zu Argenbühl - Ibach zu Horgenzell - Ibele zu Amtzell - Ibelers zu Wangen im Allgäu - Ibental zu Amtzell - Iggenau zu Bad Wurzach - Immenried zu Kißlegg - Ingenhart zu Altshausen - Inntobel zu Berg - Ippenried zu Bodnegg - Irgenhaus zu Wangen im Allgäu - Irrenberg zu Ebersbach-Musbach - Isgazhofen zu Leutkirch im Allgäu - Isigatsweiler zu Achberg - Isny im Allgäu - Isnyberg zu Argenbühl - Ittenbeuren zu Ravensburg - Jäger zu Bad Wurzach - Jägerbeckes zu Bad Wurzach - Jägerhaus zu Ravensburg - Jöchlers zu Bad Wurzach - Jockenbauernhof zu Leutkirch im Allgäu - Johlers zu Kißlegg - Jörger zu Leutkirch im Allgäu - Josenhalden zu Bodnegg - Josenhof zu Bad Wurzach - Jussenweiler zu Wangen im Allgäu - Käferhofen zu Wangen im Allgäu - Käfersulgen zu Eichstegen - Kaibach zu Kißlegg - Kaltbronnen zu Leutkirch im Allgäu - Kaltenherberg zu Argenbühl - Kammerhof zu Bodnegg - Kämmerle zu Bad Wurzach - Kammersteig zu Bodnegg - Kanzach zu Berg - Kanzachmühle zu Berg - Kapellenhof zu Aulendorf - Kapf zu Leutkirch im Allgäu - Kappel zu Horgenzell - Karbach zu Amtzell - Karlis zu Bad Wurzach - Karlismühle zu Bad Wurzach - Karmeliterhof zu Ravensburg - Karrer zu Ravensburg - Karsee zu Wangen im Allgäu - Karsee-Berg zu Wangen im Allgäu - Karter zu Vogt - Kaspers zu Kißlegg - Kästleswald zu Bad Wurzach - Katzental zu Wolfegg - Katzheim zu Schlier - Kauter zu Leutkirch im Allgäu - Kebach zu Kißlegg - Kebach zu Wangen im Allgäu - Kehlings zu Amtzell - Kehlismoos zu Wangen im Allgäu - Kehrenberg zu Schlier - Kellenried zu Berg - Keller zu Bodnegg - Kellers zu Leutkirch im Allgäu - Kemmerlang zu Ravensburg - Kenzler zu Grünkraut - Kerlenmoos zu Bodnegg - Kernaten zu Wangen im Allgäu - Kernen zu Berg - Kerzen zu Amtzell - Kesenweiler zu Waldburg - Kasernen zu Berg - Kesselbrunn zu Leutkirch im Allgäu - Kessler zu Horgenzell - Keutzenmoos zu Bodnegg - Kickach zu Baienfurt - Kiebele zu Kißlegg - Kiechle zu Leutkirch im Allgäu - Kiefer zu Bad Wurzach - Kiesgrub zu Wangen im Allgäu - Kimpfler zu Bad Wurzach, Teilort Haidgau - Kimpfler zu Bad Wurzach, Teilort Seibranz - Kimpflers zu Bad Wurzach - King zu Wangen im Allgäu - Kirchenbauer zu Bad Wurzach - Kirchmann zu Isny im Allgäu - Kirchmann zu Aichstetten - Kißlegg - Klaren zu Bad Wurzach - Klaus zu Argenbühl - Klausstich zu Aichstetten - Kleewiesen zu Hoßkirch - Kleiner Zipperhof zu Fleischwangen - Kleinhaslach zu Isny im Allgäu - Kleinholzleute zu Isny im Allgäu - Kleintobel zu Berg - Klessenbühl zu Grünkraut - Klingenhof zu Bad Wurzach - Klitzistobel zu Horgenzell - Klösterle zu Bergatreute - Klotzbauernhof zu Leutkirch im Allgäu - Knäpling zu Bodnegg - Knausenhaus zu Amtzell - Knechtenhaus zu Baienfurt - Knetzenweiler zu Bad Wurzach - Knittelsbach zu Kißlegg - Knobel zu Argenbühl - Knobel zu Bad Wurzach - Knöbele zu Bodnegg - Knöbelholz zu Isny im Allgäu - Knollengraben zu Ravensburg - Knollenhof zu Isny im Allgäu - Knolpers zu Wangen im Allgäu - Knöpfler zu Wangen im Allgäu - Kocher zu Schlier - Kocherbauer zu Wangen im Allgäu - Kochs zu Kißlegg - Kofeld zu Bodnegg - Kögel zu Ravensburg - Kögelegg zu Argenbühl - Kögelhof zu Wangen im Allgäu - Kohhaus zu Bad Waldsee - Köhlberg zu Wangen im Allgäu - Kohlhaus zu Waldburg - Kohlhaus zu Wangen im Allgäu - Kohlhauser zu Wangen im Allgäu - Kolbenberg zu Argenbühl - Kolbshof zu Leutkirch im Allgäu - Königsegg zu Guggenhausen - Königseggwald - Kopfhalden zu Kißlegg - Köpfingen zu Baienfurt - Korb zu Fronreute - Korb zu Amtzell - Krähenberg zu Wangen im Allgäu - Krähenhof zu Ravensburg - Kramerhäusle zu Horgenzell - Kramerhof zu Kißlegg - Kramers zu Bad Wurzach - Kränkleshöfle zu Bad Wurzach - Krattenberg zu Bad Wurzach - Krattenmacherhof zu Leutkirch im Allgäu - Krattenweiler zu Bad Wurzach - Kratzer zu Amtzell - Krautenau zu Schlier - Krebsergut zu Ravensburg - Krebserösch zu Ravensburg - Kreenried zu Eichstegen - Kreuzbühl zu Argenbühl - Kronhalden zu Grünkraut - Krottental zu Amtzell - Krug zu Leutkirch im Allgäu - Krughof zu Kißlegg - Krumbach zu Kißlegg - Krummen zu Isny im Allgäu - Kübler zu Ravensburg - Küchel zu Vogt - Kuchenbauer zu Bad Wurzach - Kugel zu Amtzell - Kugelhäusle zu Amtzell - Kümmerazhofen zu Bad Waldsee - Kurzes zu Bad Waldsee - Kussenhof zu Wangen im Allgäu | - Lachen zu Bodnegg - Lachen zu Ravensburg - Lachen zu Wangen im Allgäu - Lachenbauer zu Bad Wurzach - Laidraz zu Argenbühl - Laienbauer zu Bad Wurzach - Lampertsried zu Bad Wurzach - Landolz zu Amtzell - Landstraß zu Bodnegg - Langacker zu Bodnegg - Langen zu Isny im Allgäu - Langenacker zu Kißlegg - Langenreute zu Horgenzell - Langensteig zu Aichstetten - Langfeldhof zu Isny im Allgäu - Langgut zu Ravensburg - Langhalden zu Wangen im Allgäu - Langwand zu Aichstetten - Lanquanz zu Kißlegg - Lanzenhofen zu Leutkirch im Allgäu - Lanzenreute zu Schlier - Latschis zu Aulendorf - Latten zu Wilhelmsdorf - Laubbronnen zu Aulendorf - Laubeck zu Aichstetten - Lauben zu Leutkirch im Allgäu - Laubern zu Bodnegg - Laudorf zu Wangen im Allgäu - Lauerbühl zu Aichstetten - Lautersee zu Kißlegg - Lehen zu Amtzell - Lehrwangen zu Amtzell - Leimgrub zu Isny im Allgäu - Lempen zu Bodnegg - Lenatsweiler zu Bad Waldsee - Lengertshofen zu Isny im Allgäu - Lenzers zu Bad Wurzach - Lenzers zu Kißlegg - Leprosenberg zu Bad Wurzach - Lerchensang zu Amtzell - Lettelesmühle zu Isny im Allgäu - Lettengrund zu Bad Wurzach - Leupolz zu Wangen im Allgäu - Leupolzbauhof zu Wangen im Allgäu - Leupolzmühle zu Wangen im Allgäu - Leupolzwiddum zu Wangen im Allgäu - Leutkirch im Allgäu - Lichtenfeld zu Ebersbach-Musbach - Liebenhofen zu Grünkraut - Liebenreute zu Horgenzell - Liebenried zu Kißlegg - Liebenweiler zu Achberg - Liezenhofen zu Leutkirch im Allgäu - Linden zu Bad Wurzach, Teilort Eintürnen - Linden zu Bad Wurzach, Teilort Hauerz - Linden zu Bodnegg - Lindenhof zu Wilhelmsdorf - Lindenloch (Bodnegg) zu Bodnegg - Linders zu Kißlegg - Linzgis zu Argenbühl - Lippertsweiler zu Aulendorf - Loch zu Grünkraut - Loch zu Wangen im Allgäu, Leupolz - Loch zu Wangen im Allgäu, Neuravensburg - Lochbühl zu Leutkirch im Allgäu - Locher(hof) zu Ravensburg - Locherhof zu Aulendorf - Locherhof zu Wangen im Allgäu - Locherhof zu Horgenzell - Locherkapf zu Argenbühl - Lochershöfle zu Argenbühl - Lochhammer zu Argenbühl - Lochhannes zu Bad Wurzach - Löchle zu Wolfegg - Lochmühle zu Grünkraut - Lochmühle zu Isny im Allgäu - Lochmühle zu Wangen im Allgäu - Lochter zu Isny im Allgäu - Löffelmühle zu Bergatreute - Löhle zu Kißlegg - Lohren zu Aulendorf - Lohren zu Amtzell - Loretto zu Wolfegg - Lorettokapelle zu Kißlegg - Loritz zu Argenbühl - Lottenmühle zu Wangen im Allgäu - Löwenhorn zu Wangen im Allgäu - Lubach zu Amtzell - Ludisreute zu Horgenzell - Luegen zu Guggenhausen - Luft zu Horgenzell - Lukasreutehof zu Isny im Allgäu - Lumper zu Ravensburg - Lungsee zu Grünkraut - Luppenmühle zu Amtzell - Luppmanns zu Amtzell - Lupratsberg zu Baienfurt - Luß zu Bodnegg - Luß zu Ravensburg - Luß zu Wangen im Allgäu - Lußmanns zu Amtzell - Luttolsberg zu Leutkirch im Allgäu - Lutz zu Kißlegg - Lutzeney zu Argenbühl - Lutzenhaus zu Amtzell - Lutzenhof zu Kißlegg - Luxer zu Isny im Allgäu - Maderhof zu Waldburg - Magel zu Wangen im Allgäu - Magenhaus zu Bad Waldsee - Maierhalden zu Wangen im Allgäu - Maierhof zu Argenbühl - Maierhof zu Wolfegg - Maierhof zu Amtzell - Maiers zu Bad Wurzach - Maiertal zu Waldburg - Mailand zu Leutkirch im Allgäu - Malaichen zu Argenbühl - Maler zu Isny im Allgäu - Malmishaus zu Fronreute - Mangenhölzle zu Bodnegg - Mangler zu Kißlegg - Mariatal zu Ravensburg - Marienau zu Bad Wurzach - Marktanner zu Vogt - Marstetten zu Aitrach - Marsweiler zu Baindt - Martinsbauer zu Bad Wurzach - Martinshof zu Bad Wurzach - Martinshof zu Leutkirch im Allgäu - Mattenhaus zu Bad Waldsee - Matzen zu Argenbühl - Matzenhofen zu Berg - Matzenweiler zu Kißlegg - Mauchenmühle zu Bad Wurzach - Mauren zu Ebenweiler - Maurers zu Argenbühl - Maushartsberg zu Isny im Allgäu - Maxbauer zu Isny im Allgäu - Mayer zu Isny im Allgäu - Mayerhanser zu Schlier - Mayerhof zu Grünkraut - Megetsweiler zu Horgenzell - Meggen zu Argenbühl - Mehlis zu Baindt - Mehlishofen zu Berg - Meisterhaus zu Eichstegen - Meisterhof zu Weingarten - Mendelbeuren zu Altshausen - Mendler zu Wangen im Allgäu - Menelzhofen zu Isny im Allgäu - Menhardsweiler zu Bad Wurzach - Menisreute zu Grünkraut - Mennisweiler zu Bad Waldsee - Menzenhäusle zu Baindt - Menzenweiler zu Ebersbach-Musbach - Menzlings zu Kißlegg - Menzlis zu Bad Wurzach - Merazhofen zu Leutkirch im Allgäu - Merken zu Wangen im Allgäu - Merkenmoos zu Baindt - Meseratshof zu Bad Wurzach - Meßhausen zu Fronreute - Metzger zu Bad Wurzach - Metzger zu Leutkirch im Allgäu - Metzgerhof zu Wangen im Allgäu - Metzisweiler zu Bad Wurzach - Metzisweiler zu Ravensburg - Meuschen zu Grünkraut - Meuschenmoos zu Grünkraut - Michelberg zu Bad Waldsee - Michels zu Bad Wurzach - Michelwinnaden zu Bad Waldsee - Michlebaindt zu Isny im Allgäu - Milpishaus zu Hoßkirch - Mindbuch zu Wangen im Allgäu - Mischen zu Wangen im Allgäu - Missen zu Leutkirch im Allgäu - Missen zu Wangen im Allgäu - Missionshaus (Kloster) zu Aulendorf - Mittele zu Amtzell - Mittelhub zu Wangen im Allgäu - Mittelried zu Argenbühl - Mittelurbach zu Bad Waldsee - Mittelwies zu Amtzell - Mittenweiler zu Wangen im Allgäu - Mocken zu Ravensburg - Mockenhof zu Argenbühl - Mohr zu Bad Wurzach - Mohrhaus zu Bodnegg - Möhris zu Berg - Molldiete zu Ravensburg - Mollen zu Vogt - Möllenbronn zu Fronreute - Molpertshaus zu Wolfegg - Moor zu Kißlegg - Moorhaus zu Wangen im Allgäu - Moos zu Argenbühl - Moos zu Bodnegg - Moos zu Isny im Allgäu - Moos zu Vogt - Moos zu Wangen im Allgäu - Moos zu Amtzell - Moosacker zu Leutkirch im Allgäu - Mooshausen zu Aitrach - Mooshäusle zu Bad Wurzach - Mooshäusle zu Wolfegg - Mooshof zu Kißlegg, Teilort Immenried - Mooshof zu Kißlegg - Moosing zu Amtzell - Moosmühle zu Leutkirch im Allgäu - Moschenwangen zu Wolpertswende - Moser zu Vogt - Moser zu Wangen im Allgäu - Mosers zu Bad Wurzach - Mosisgreut zu Vogt - Mösle zu Amtzell - Mühlberg zu Wolfegg - Mühlbolz zu Argenbühl - Mühle zu Leutkirch im Allgäu - Mühlebachsau zu Bodnegg - Mühlenreute zu Schlier - Mühlhalden zu Argenbühl - Mühlhof zu Leutkirch im Allgäu - Mühlholz zu Bergatreute - Mühlsteig zu Ravensburg - Müllern zu Wangen im Allgäu - Multer zu Aulendorf - Münchenreute zu Aulendorf - Mündele zu Amtzell - Mündeslhof zu Kißlegg - Mundstückle zu Kißlegg - Musbach zu Ebersbach-Musbach - Muschen zu Amtzell - Muschhof zu Leutkirch im Allgäu - Muttenhaus zu Guggenhausen - Nägele am Wald zu Argenbühl - Nannenbach zu Leutkirch im Allgäu - Nassach zu Wilhelmsdorf - Neckenfurt zu Wolfegg - Nehmetsweiler zu Horgenzell - Neideck zu Argenbühl - Nessenbach zu Ravensburg - Nessenreben zu Weingarten - Nestbaum zu Aichstetten - Nestbühl zu Ravensburg - Netzer zu Isny im Allgäu - Neuaichach zu Berg - Neuaulwangen zu Ravensburg - Neubau zu Ravensburg - Neubauer zu Bad Wurzach - Neubaumgarten zu Berg - Neuberg zu Ravensburg - Neubriach zu Baienfurt - Neuforst zu Bergatreute - Neugattenhof zu Horgenzell - Neuhagenbach zu Ravensburg - Neuhaselhaus zu Baienfurt - Neuhaus zu Aulendorf - Neuhaus zu Grünkraut - Neuhaus zu Bodnegg - Neuhaus zu Isny im Allgäu - Neuhaus zu Vogt - Neuhaus zu Wolfegg - Neuhaus zu Amtzell - Neuhauser zu Bad Wurzach - Neuhäusler zu Bad Wurzach - Neumössingen zu Isny im Allgäu - Neumühle zu Argenbühl - Neumühle zu Leutkirch im Allgäu - Neumühle zu Wolfegg - Neuravensburg zu Wangen im Allgäu - Neuringgenburg zu Wilhelmsdorf - Neurotach zu Wilhelmsdorf - Neuschel zu Waldburg - Neuschneller zu Kißlegg - Neu-Schoren (Oberschoren) zu Horgenzell - Neutann zu Wolfegg - Neutrauchburg zu Isny im Allgäu - Neuurbach zu Bad Waldsee - Neuwaldburg zu Waldburg - Nibelhöfe zu Leutkirch im Allgäu - Niederbiegen zu Baienfurt - Niederhofen zu Leutkirch im Allgäu - Niederholz zu Kißlegg - Niederlehen zu Wangen im Allgäu - Niedermühle zu Bad Wurzach - Niederwangen zu Wangen im Allgäu - Niederweiler zu Wolpertswende - Niederweiler zu Wangen im Allgäu - Niederweiler zu Wilhelmsdorf - Niemandsfreund zu Amtzell - Nieratz zu Wangen im Allgäu - Nieratzer Bad zu Wangen im Allgäu - Niggel zu Waldburg - Nonnenbühl zu Leutkirch im Allgäu - Noppen zu Bad Wurzach - Nußbaum zu Wangen im Allgäu - Nussmann zu Isny im Allgäu - Obelhofen zu Fronreute - Oberaich zu Bodnegg - Oberaichen zu Fronreute - Oberankenreute zu Schlier - Oberatzenberg zu Ebersbach-Musbach - Oberau zu Wangen im Allgäu - Oberau zu Amtzell - Oberbelzenhofen zu Berg - Oberbuchhäusle zu Bad Wurzach - Oberburkhardshofen zu Leutkirch im Allgäu - Oberer Strehle zu Ebersbach-Musbach - Obereschach zu Ravensburg - Oberfloders zu Bad Wurzach - Obergreut zu Bad Wurzach - Oberhagenbach zu Ravensburg - Oberhaid zu Kißlegg - Oberhalden zu Argenbühl - Oberhalden zu Wangen im Allgäu - Oberharprechts zu Argenbühl - Oberhaslach zu Bad Wurzach - Oberhausen zu Aitrach - Oberhelbler zu Amtzell - Oberhof zu Wolfegg - Oberhof zu Wangen im Allgäu - Oberhofen zu Leutkirch im Allgäu - Oberhofen zu Ravensburg - Oberholz zu Ebenweiler - Oberholz zu Wangen im Allgäu - Oberhorgen zu Kißlegg - Oberisnyberg zu Argenbühl - Oberklöcken zu Ravensburg - Oberkolben zu Bad Wurzach - Oberluizen zu Bad Wurzach - Oberlupberg zu Berg - Obermatzen zu Amtzell - Obermeckenhof zu Ravensburg - Obermöllenbronn zu Bad Waldsee - Obermooweiler zu Wangen im Allgäu - Obermuken zu Aitrach - Oberpfauzenwald zu Bad Wurzach - Oberrauhen zu Aulendorf - Oberreute zu Kißlegg - Oberried zu Argenbühl - Oberried zu Bad Wurzach - Oberriedgarten zu Kißlegg - Oberrot zu Kißlegg - Obersammisweiler zu Kißlegg - Oberschoren zu Horgenzell - Oberschwaderberg zu Wangen im Allgäu - Oberschwanden zu Bad Wurzach - Oberschwarzach zu Bad Wurzach - Oberspießwengen zu Isny im Allgäu - Oberspringen zu Fronreute - Oberstaig zu Berg - Oberstocken zu Bergatreute - Obersulgen zu Ravensburg - Obertennenmoos zu Ravensburg - Obertiefental zu Kißlegg - Oberurbach zu Bad Waldsee - Obervorholz zu Argenbühl - Oberwagenbach zu Bodnegg - Oberwaldhaus zu Bad Wurzach - Oberwaldhausen zu Unterwaldhausen - Oberwaldhausen zu Horgenzell - Oberweiher zu Isny im Allgäu - Oberweihers zu Argenbühl - Oberweiler zu Ebenweiler - Oberweiler zu Ebersbach-Musbach - Oberweiler zu Ravensburg - Oberweiler zu Wangen im Allgäu - Oberwies zu Kißlegg - Oberwies zu Wangen im Allgäu - Oberzell zu Ravensburg - Oberziegelbach zu Bad Wurzach - Ochsensteig zu Aichstetten - Oflings zu Wangen im Allgäu - Öhler zu Isny im Allgäu - Öhrlis zu Bad Wurzach - Okatreute zu Ravensburg - Ölbergwald zu Isny im Allgäu - Ölmühle zu Leutkirch im Allgäu - Oppenreute zu Wolfegg - Ortliebs zu Weingarten - Ortmann zu Argenbühl - Öschhof zu Leutkirch im Allgäu - Öschhöfe zu Leutkirch im Allgäu - Öschle zu Bad Wurzach - Osterhofen zu Bad Waldsee - Osterösch zu Isny im Allgäu - Osterwaldreute zu Argenbühl - Ottershofen zu Grünkraut - Ottmannshofen zu Leutkirch im Allgäu - Ottolehen zu Waldburg - Ottomoos zu Argenbühl - Papierfabrik zu Baienfurt - Paradies zu Bad Wurzach - Paulshof zu Wangen im Allgäu - Pechtensweiler zu Achberg - Pelzmühle zu Ravensburg - Peterhof zu Isny im Allgäu - Peterhof zu Kißlegg - Petershof zu Argenbühl - Pfaffenweiler zu Kißlegg - Pfaffenweiler zu Amtzell - Pfänders zu Aitrach - Pfärrenbach zu Horgenzell - Pfärrich zu Amtzell - Pfärricher Höfe zu Amtzell - Pfauen zu Amtzell - Pfaumoos zu Bodnegg - Pfeifenmacher zu Argenbühl - Pfenders zu Kißlegg - Pflegelberg zu Wangen im Allgäu - Pfrungen zu Wilhelmsdorf - Piusses zu Bad Wurzach - Platz zu Argenbühl - Poppenhaus zu Wolfegg - Poppenmaier zu Aulendorf - Praßberger Bauhof zu Wangen im Allgäu - Praßberger Mühle zu Wangen im Allgäu - Premen zu Wolfegg - Preußenhäusle zu Fronreute - Primisweiler zu Wangen im Allgäu - Prinzen zu Isny im Allgäu - Quellenhof zu Leutkirch im Allgäu - Quickenhof zu Leutkirch im Allgäu |